# António José de Menezes Severim de Noronha
António José de Sousa Manoel de Menezes Severim de Noronha, sisè comte i primer marquès de Vila Flor, i duc de Terceira (Lisboa, 1792 - 1860) fou un dels més importants polítics portuguesos de l'època del liberalisme. Fou Capità General de les Açores el 1836, 1851 i 1859-1860. Va combatre els miguelistes amb els constitucionals i els vencé a Terceira el 1828, raó per la qual fou nomenat Duc de Terceira. Fou cap de govern el 1836, i durant la dictadura de Costa Cabral fou ministre de guerra el 1842, però el 1851 col·laborà en el seu enderrocament. Fou novament cap de govern el 1859-1860.